# Roberto Medina (músico)
Roberto "Tito" Medina (n. Ciudad de Salta, Argentina,??? - f. Villa María, Córdoba; 7 de febrero de 1995) fue un cantante folclórico e integrante del popular grupo Los Fronterizos.

## Carrera
Roberto Medina fue un conocido cantante del género folclórico que se inició en la década del '70 con  Los Nombradores, grupo integrado además por Alma Mater, Roberto Argüello, Jorge Longo y Lito Nievas. Con ellos se pudo lucir como un gran bajo vocal de un registro grave jamás igualado en los intérpretes vocales de nuestra música popular argentina.
Desde 1978 hasta 1984 se unió al mítico grupo musical Los de Salta, junto con  Francisco Pancho Berrios,  Miguel Ángel Reyes y Carlos Alfredo Palacios.
En 1990 pasó a integrar el grupo Los Fronterizos, tras ser reunido por Juan Cruz, junto con Pepe Berrios y el Rosarino de la Frontera David Apud. En 1992 grabaron el álbum Lo mejor por los mejores, donde recordaron los viejos éxitos. En 1993 falleció Pepe Berrios y su lugar fue ocupado por Miguel Mora. En 1994 salió a la luz el disco Romance de luna y flor. Tras su muerte es reemplazado por el músico Nacho Paz.

## Tragedia y fallecimiento
El músico Roberto "Tito" Medina falleció trágicamente en un accidente automovilístico en la ruta el 7 de febrero de 1995 luego de regresar de un recital con Los Fronterizos en la localidad cordobesa de Villa María. El Negro Medina murió en el acto luego de ser arrollado por un ómnibus.

## Discografía

### Los nombradores(1974)
- La noche del dieciséis.
- Bagualera de albahaca
- El antigal
- Cerrillos para cantar
- En que estrella estarás
- Nuestro brindis de amor
- Mi corazón nació para cantarte
- Chaya mama
- Luna de enero
- Pa la tía Ñata
- Bagualera de albahaca
- Canto al río Padre
- Setiembre de amor

### Los de Salta:El cielo azul
- Zamba mataca
- Amigo
- Te quiero primavera
- Ecos de mis cerros
- Romance a mi posadeña
- Soy la tonada
- Despierta
- Camino al Uclar
- Flor de lino
- Mirarte y vivir
- La volvedora
- Algarrobo, algarrobal

### Los de Salta:Salta mi canto te canta(1981)
- 01. Dos arbolitos
- 02. Salta, mi canto te canta
- 03. Que nadie sepa mi sufrir
- 04. Reflexiones para mi hija
- 05. Nacido en el Litoral
- 06. Abuelo de los cuyanos
- 07. Tu pálida voz
- 08. Umbrales de un enero
- 09. Chumau I' cantar
- 10. El hidalgo caballero de la mancha
- 11. El duende de Baguala
- 12. Soy el bombo

### Los de Salta:Bodas de plata(1983)
- Sapo cancionero
- El sombrero de Sao
- Zamba en ti
- La monjita
- Mi principito
- Adiós amada
- Canción del perdón
- No importa
- Serenata popular salteña
- Sombras
- Ansiedad
- Pasillo
- Anocheciendo zambas
- La compañera

### Lo mejor de los mejores(1992)
- 01. Gaviota de Puerto
- 02. Tonada del viejo amor
- 03. La tristecita
- 04. No te puedo olvidar
- 05. Noches Isleñas
- 06. Que bonita va
- 07. El quiaqueño
- 08. Agua y sal de Paraná
- 09. Zamba del pañuelo
- 10. Canción del jangadero
- 11. Tonada de esperarte
- 12. La salamanca
- 13. Canto a Rosario
- 14. La nostalgia
- 15. La peregrinación

### Romance de Luna y flor(1994)
- 01. Mi barquito y yo
- 02. La contentita
- 03. No me compadezcas
- 04. La rosa de San Miguel
- 05. A Pepe Berrios
- 06. Dinamitero del cobre
- 07. La novia del sol
- 08. Si dejo de andar
- 09. Romance de luna y flor
- 10. López Pereira
- 11. Arriando
- 12. Zamba del negro alegre